# Voisin (chocolatier)
Voisin est un chocolatier-torréfacteur artisanal de Lyon. Cette chocolaterie familiale est notamment connue pour son coussin de Lyon. Présent à Lyon, mais également dans d'autres villes de France, c'est la plus grande chocolaterie artisanale indépendante de France. Depuis 2014, Voisin est titulaire du label EPV, une distinction d'État pour les entreprises françaises aux savoir-faire artisanaux d'excellence. La société porte le nom de Cafés Chocolats Voisin.

## Histoire
La chocolaterie est créée à Lyon en 1897 par Léon Voisin. Ce jeune aventurier parcourt alors le monde à la recherche des meilleurs produits tropicaux (cacaos, thés, cafés, épices), qu’il commercialise dans sa boutique, cours de la Liberté. Reconnu et apprécié pour ses marchandises tropicales rares, Léon Voisin ouvre plusieurs boutiques dans Lyon.

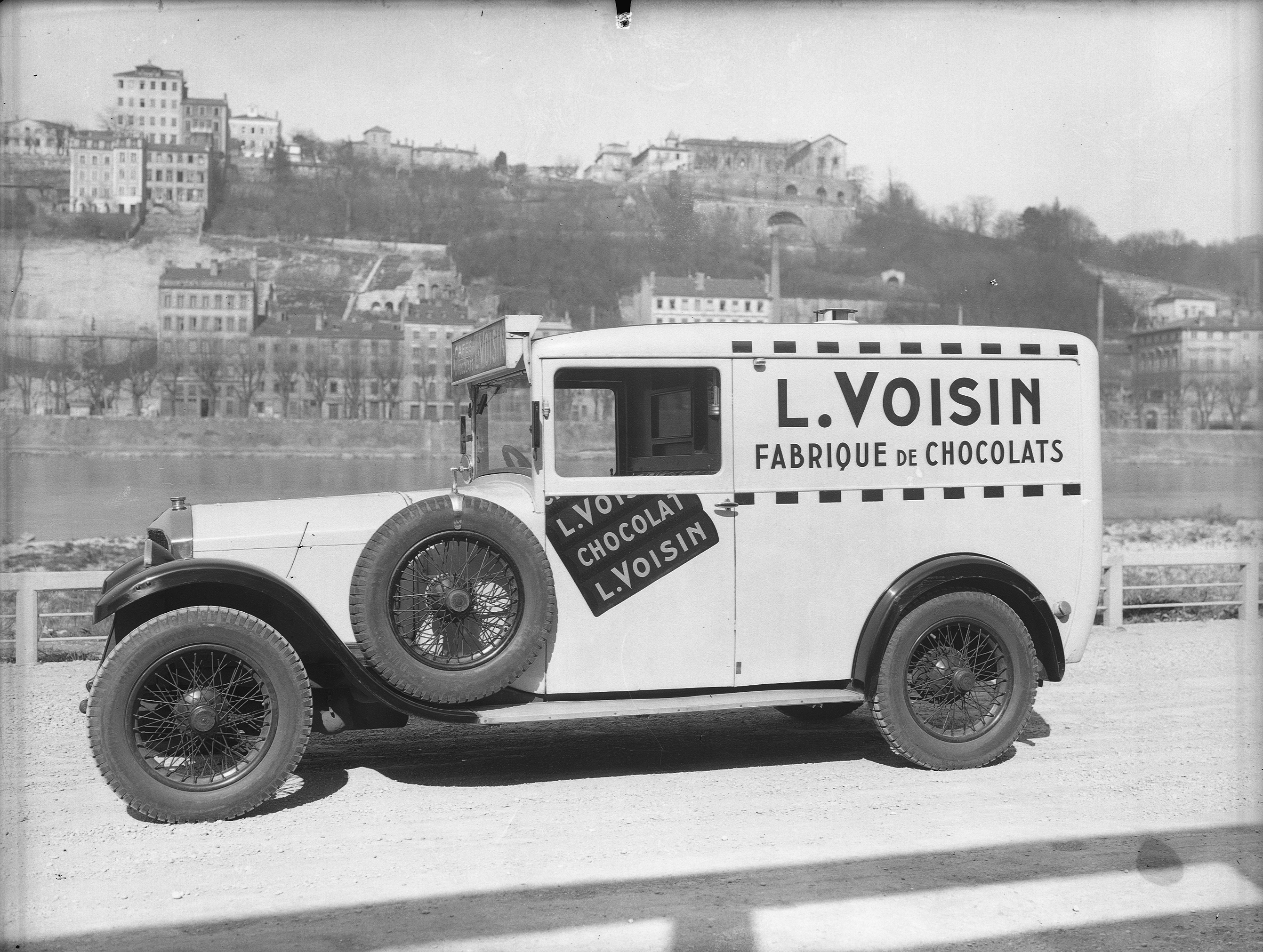
Automobile Voisin utilisée pour la livraison. Lyon, début du XXe siècle

En 1915, vingt-cinq maîtres chocolatiers et torréfacteurs sont rassemblés au sein de « la Fabrique de chocolats », rue de Bonnel. Il n’est pas rare, à l’époque, de voir les automobiles Voisin sillonner la ville pour livrer ses détaillants.
Dès les années 1920, Léon Voisin se lance dans la torréfaction de cacao, en s'associant avec Joseph Boucaud. Depuis, l’entreprise est restée familiale, et est dirigée par la quatrième génération.
En 1958, Voisin obtient une médaille d'or à l'Exposition universelle de Bruxelles.
En 1960, le coussin de Lyon, une spécialité créée par Voisin en hommage à la tradition des coussins de soie lyonnais, est inscrit à l’inventaire du patrimoine national des spécialités de France.
En 1983, Voisin devient commandeur de la confrérie des chocolatiers de France.
La chocolaterie obtient son 3e ruban bleu, en 1990, lors du salon de la chocolaterie à Paris. Sa reconnaissance nationale est établie et lui ouvre les portes de grandes maisons parisiennes.
Depuis 2010, Voisin exporte ses créations à New York, Shanghai, Tokyo.
En 2014, Voisin obtient le label EPV.
En 2018, la chocolaterie possède 15 magasins à Lyon, 7 magasins en région lyonnaise ainsi que d'autres à Paris, Grenoble, Marseille, Chambéry.

## Fabrication

### Chocolat
Voisin sélectionne chacune de ses matières premières pour obtenir le meilleur de ces ingrédients. Les cacaos et cafés sont choisis parmi des origines d'Amérique Centrale, du Sud et d'Afrique. Le cacao sélectionné est associé à des fruits et à des épices aux origines diverses comme des Noisettes du Piémont, amandes Valencia d'Espagne, pistache d'Iran ou encore des fèves Tonka du Brésil, afin d'obtenir des alliances de saveurs. Voisin travaille ainsi avec des saveurs internationales mais valorise également le terroir français en sélectionnant par exemple, les poires des coteaux lyonnais, les cerises griottes de Chasselay ou encore la truffe noire du Périgord.
Depuis 2017, la chocolaterie s'est aussi engagée pour accompagner les producteurs dans des démarches de respect de l'environnement pour pouvoir obtenir un cacao durable.
Le praliné (des amandes caramélisées, hachées puis cuites au chaudron) est aussi une spécialité de la maison artisanale Voisin. La fabrication du praliné, fait à base d'amandes d'Espagne et de noisettes d'Italie, prend plus de 24h.

### Café
Voisin choisit dans le monde entier les grands crus de cafés et utilise des méthodes de torréfaction artisanale.
La torréfaction se déroule dans leurs ateliers Lyonnais, dans le quartier de Vaise.
Les méthodes de fabrication artisanales de la chocolaterie lui ont permis d'obtenir, en 2014, le label Entreprise du Patrimoine Vivant, reconnaissant son artisanat et sa contribution au savoir-faire français.

## Produits

### Chocolats
Voisin propose un choix varié de chocolats. Ceux-ci sont associés avec différents fruits ou épices comme le Yuzu, la canneberge ou le fruit de la passion qui sont sélectionnés par la chocolaterie.

### Cafés et thés
L'entreprise propose une gamme de cafés diversifiée, allant du café corsé et long d'Italie à celui fruité et aromatique de Colombie, en passant par les saveurs cacaotées du café français. Il propose également une sélection de thés grâce à son activité de torréfacteur depuis 1897.

### Des spécialités du patrimoine lyonnais
La chocolaterie est reconnue pour plusieurs spécialités lyonnaises parmi lesquelles le coussin de Lyon, créé en 1960, les quenelles, les pralines ou encore les papillotes lyonnaises.